# Untertürkheimer Rundwanderweg II

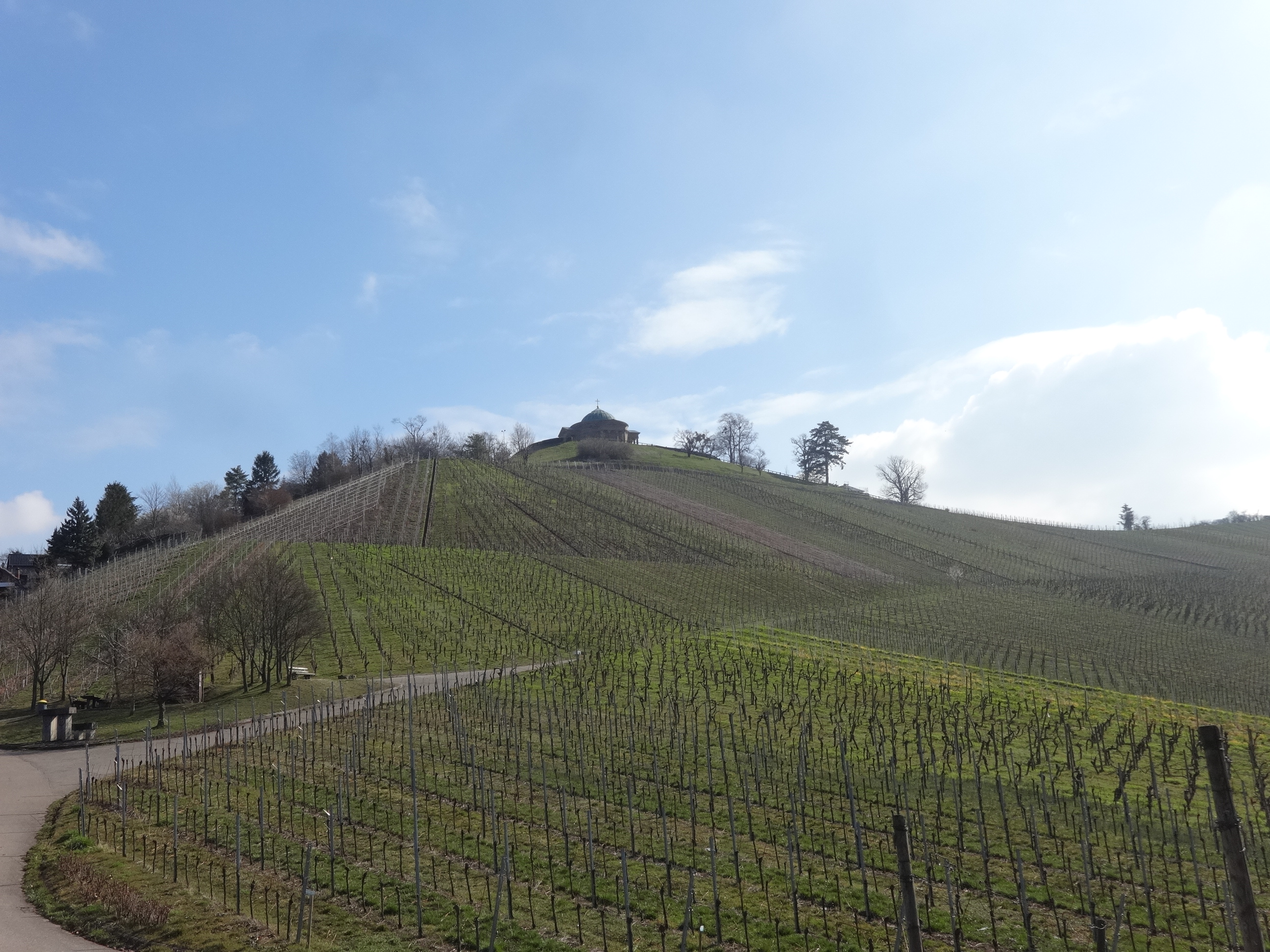
Grabkapelle auf dem Württemberg

Der Untertürkheimer Rundwanderweg II ist ein rund 12 Kilometer langer Wanderweg in Stuttgart. Er erschließt die Region um Untertürkheim und führt unter anderem an der Grabkapelle auf dem Württemberg im Stuttgarter Stadtteil Rotenberg entlang. Diese wird gleichzeitig in stilisierter Form als Wegmarkierung genutzt.

## Verlauf

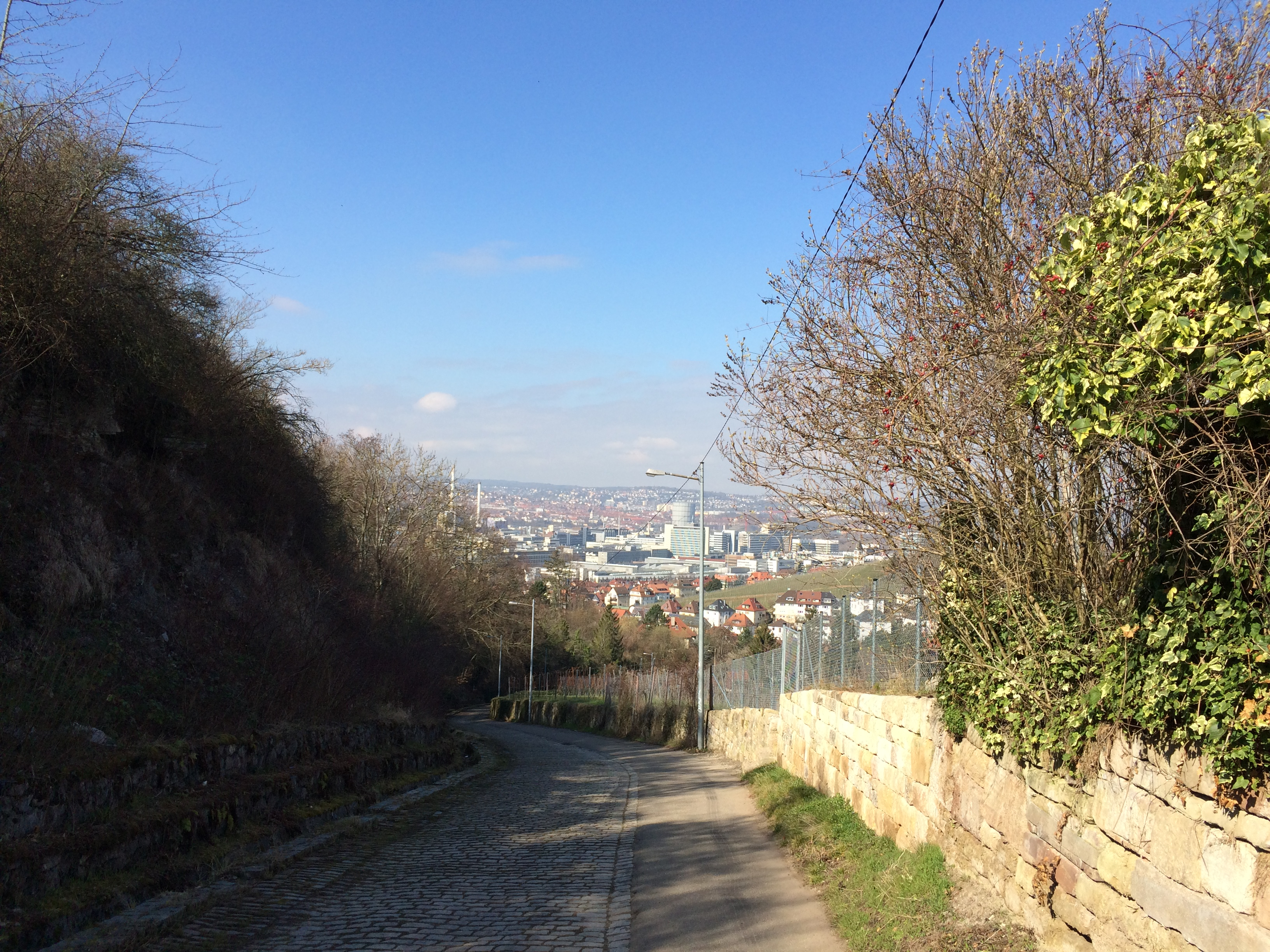
Ausblick auf Untertürkheim

Der Weg beginnt auf offiziellen Karten am Bahnhof Stuttgart-Untertürkheim und verläuft in nordöstlicher Richtung über den Leonhard-Schmidt-Platz, die Widderstein- und die Trettachstraße zur Evangelischen Stadtkirche St. Germanus, in der das Werk Josephswand des Bildhauers HAP Grieshaber zu sehen ist. Von dort steigt der Weg über die Rotenberger Steige in östlicher Richtung am Mönchberg vorbei hinauf zum Rotenberg und dort zur Grabkapelle des württembergischen Königs Wilhelm I. für seine zweite Frau Katharina Pawlowna. In rund 400 Metern Höhe über Normalnull ist ein Ausblick auf Untertürkheim, Obertürkheim, Hedelfingen, Wangen und nach Bad Cannstatt möglich. Je nach Witterung ist die Schwäbische Alb, der Schwarzwald und die Festung Hohenasperg zu sehen. Der Weg passiert anschließend in östlicher Richtung die Dorfkirche in Rotenberg. Der in den Jahren 1754 bis 1756 erbaute, barocke Sakralbau mit seinem auffälligen Zwiebelturm gilt als ein „selten erhaltenes Beispiel einer schwäbischen Dorfkirche mit quadratischem Grundriss“. Am Ortsausgang zweigt der Wanderweg in nördlicher Richtung ab, überquert die Grenze zum Rems-Murr-Kreis und erreicht kurz unterhalb des Kappelbergs mit 459 Metern seinen höchsten Punkt. Von dort geht es in westlicher Richtung entlang der Bundesstraße 14, nördlich am Wohngebiet Luginsland vorbei zurück nach Untertürkheim. Mit einem Ausblick auf das Daimler-Stammwerk durchquert der Weg die Wallmersiedlung, passiert den Karl-Benz-Platz um schlussendlich wieder den Bahnhof zu erreichen.